# 约克郡谷地
约克郡谷地系位于英格兰北約郡，西約郡，和金巴倫郡的一块高地，英国國立公園之一。
虽然约克郡有很多的谷地都以「河川名稱+ 谷地」的形式来命名，比如艾里谷地（Airedale）和卡尔德谷地（Calderdale），约克郡谷地一般是指位于沃夫代尔河（River Wharfe）以北的那些谷地。唯一例外的命名是温斯利谷地（Wensleydale），该谷地是以温斯利镇而不是烏爾河来命名的。以及阿肯格斯谷地（Arkengarthdale），这个谷地事实上是由阿克尔河（Arkle Beck）冲积而成的。

## 约克郡谷地國立公園
1954年一片面积为1,770平方公里的地区被指定为约克郡谷地國立公園。该國立公園主要位于北约克郡，但是得益于1974年的地方政府改革，公园的一小部分现在位于坎布里亚郡境内。有超过20,000居民在公园内居住和工作，另外公园每年也吸引超过八百万的游客。
公园内的地方和景观包括：
- 艾斯加斯瀑布（Aysgarth Falls）
- 克莱普罕（Clapham）
- 考特利瀑布（Cautley Spout）
- 加宾峡谷（Gaping Gill）
- 格拉辛顿（Grassington）
- 哈德罗-福斯（Hardraw Force）
- 霍斯（Hawes）
- 里伯斯谷地霍顿（Horton in Ribblesdale）
- 斯韦尔谷地（Swaledale）吉斯顿-福斯瀑布（Kisdon Force）
- 马哈姆（Malham）
- 里思（Reeth）
- 赛德伯（Sedbergh）
- 塞特尔（Settle）
- 约克郡三峰

地圖
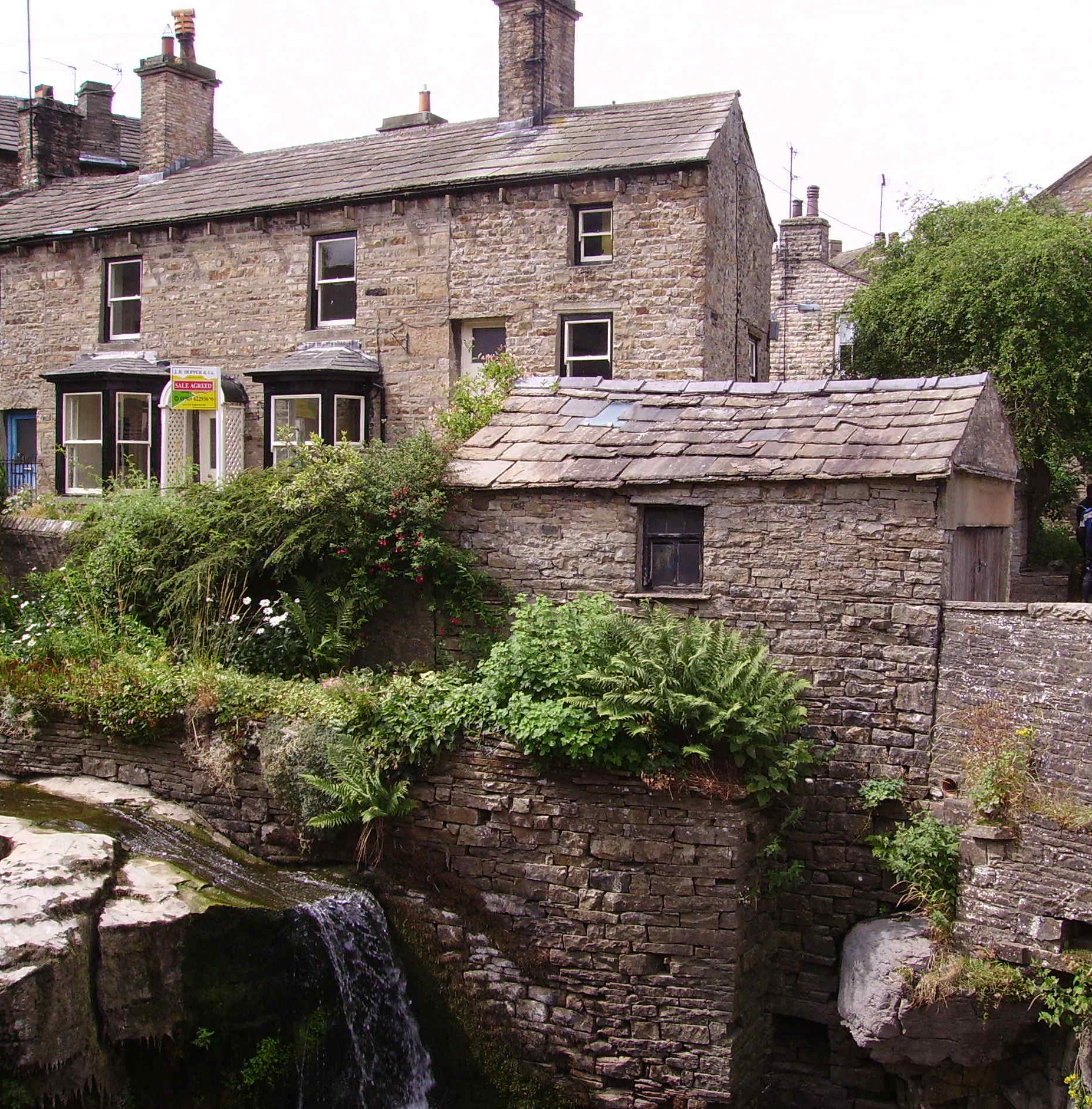
位于霍斯（Hawes）的石头房子，典型的谷地建筑风格
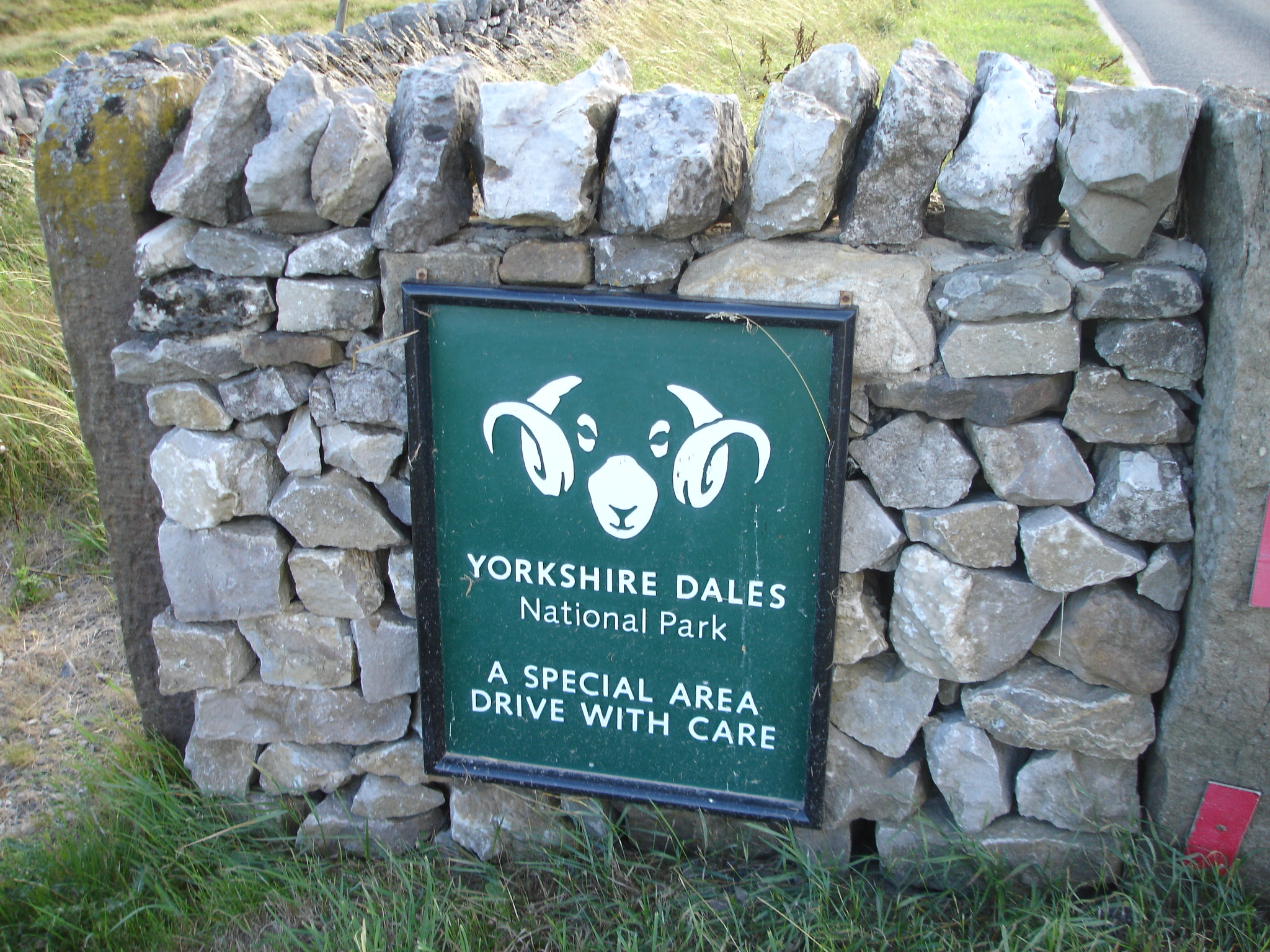
约克郡谷地国家公园入口标识
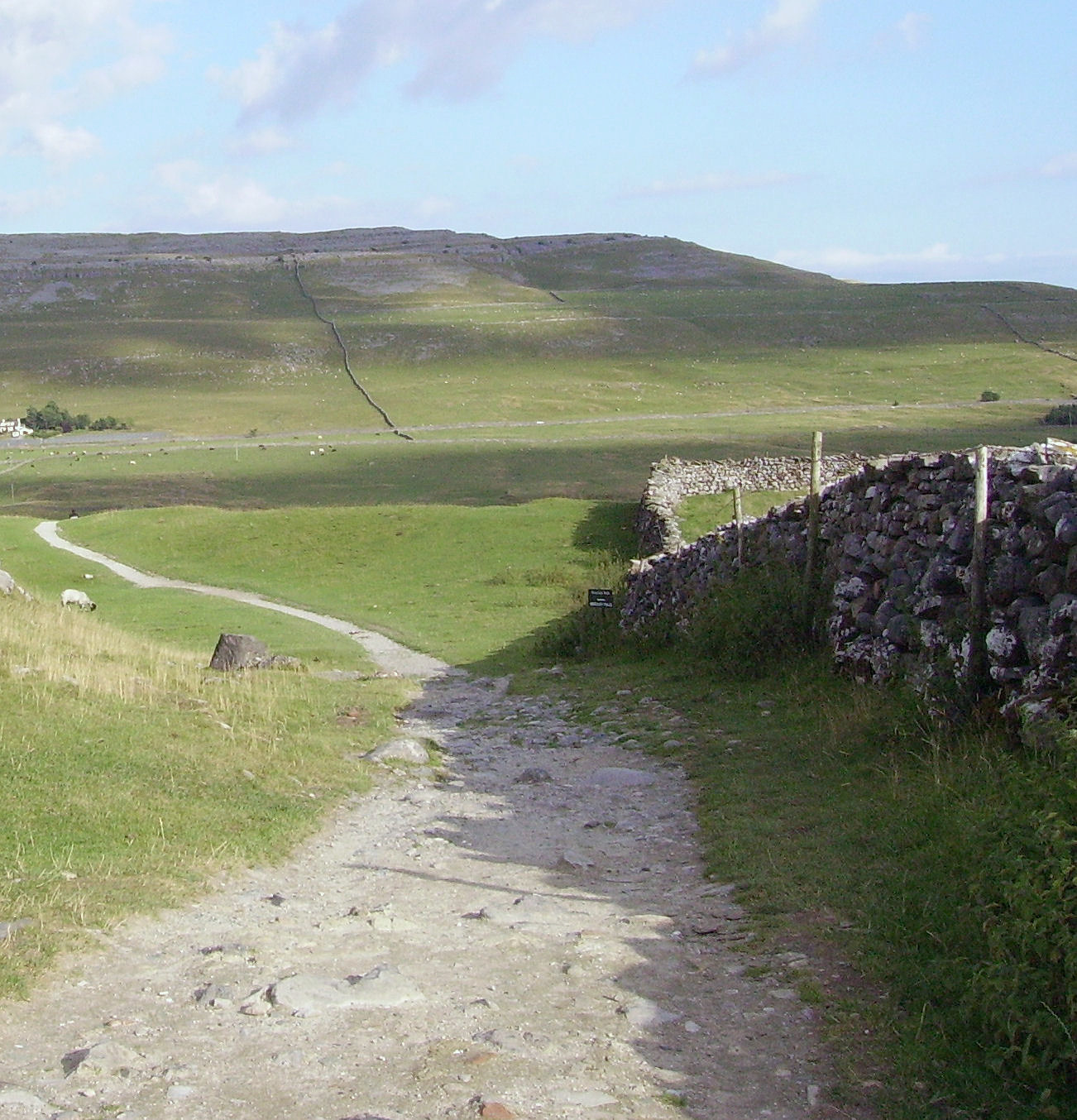
位于约克郡谷地西部的石灰岩山丘以及石墙。由于地处这里的约克郡三峰，国家公园的这一部分的非常受到徒步旅行者的欢迎。
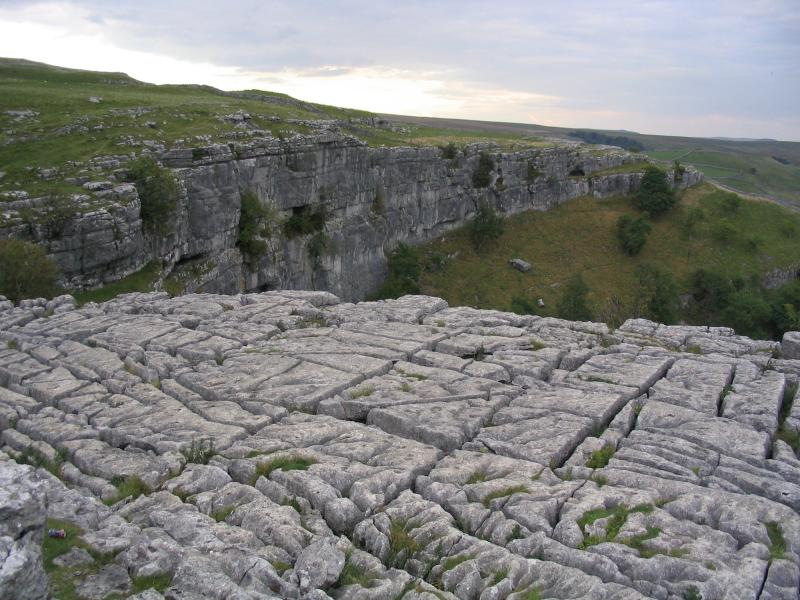
Malham Cove
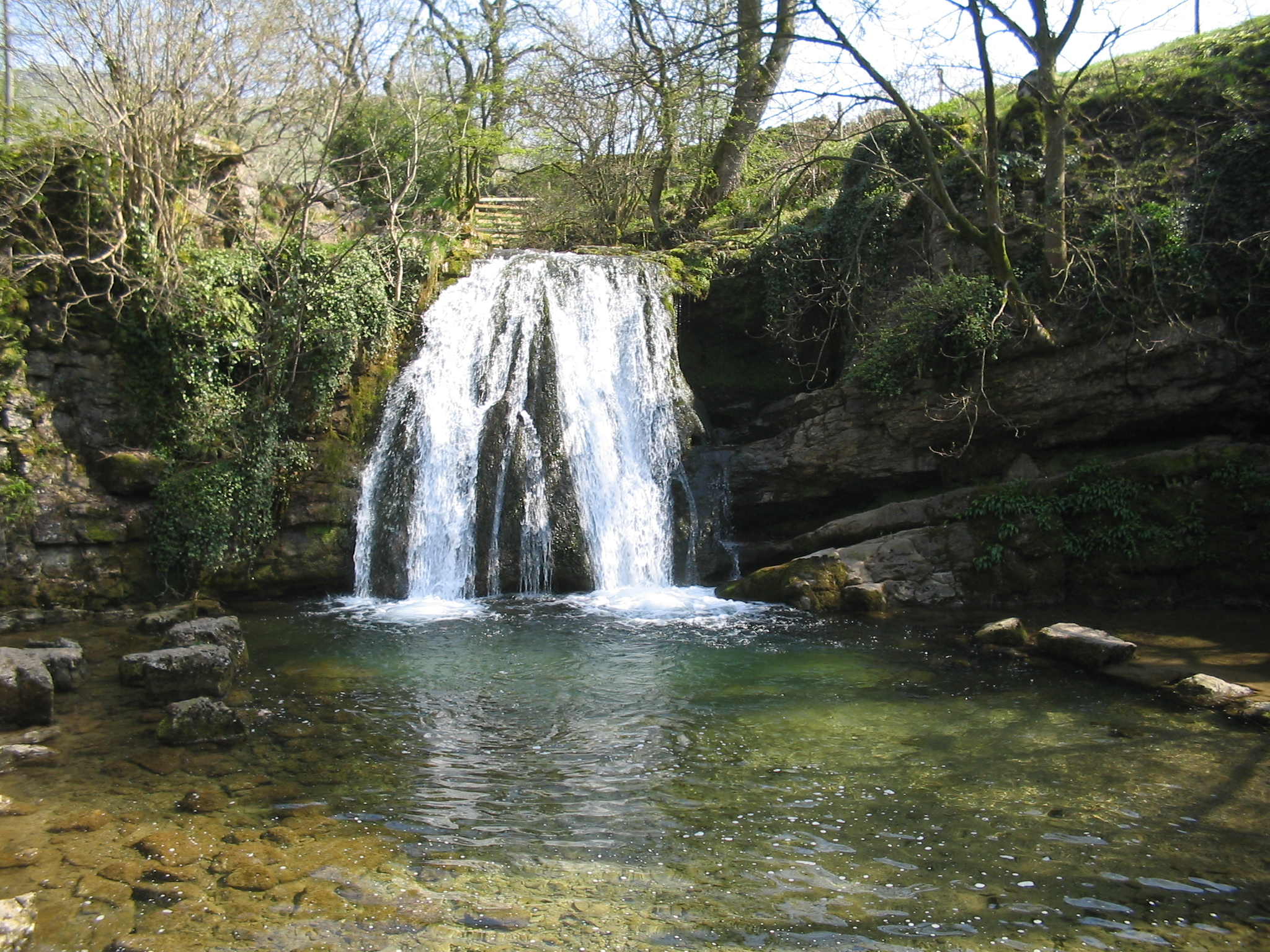
靠近马哈姆（Malham）的珍妮特瀑布（Janet's Foss）

## 其它
詹姆士·赫里欧（James Herriot）的兽医学书籍以及电视肥皂剧艾瑪谷地（Emmerdale）都是以约克郡谷地为背景。
著名美国游记作家比尔·布里森（Bill Bryson）曾经住在约克郡谷地，他也是一个约克郡谷地的敬仰者。在他的一本关于英国的名为《哈! 小不列顛》（Notes from a Small Island）的书中有关于约克郡谷地的描述。
约克郡谷地有自己的广播电台Fresh Radio。电台从位于斯基普顿（Skipton）和里士满（Richmond）的工作室发音。

## 谷地列表
- 阿肯加斯谷地（Arkengarthdale）
- 柏克谷地（Birkdale）
- 比色普谷地（Bishopdale）
- 科芬谷地（Coverdale）
- 登特谷地（Dentdale）
- 加斯谷地（Garsdale）
- 朗斯特谷地（Langstrothdale）
- 利顿谷地（Littondale）
- 马哈姆谷地（Malhamdale）
- 尼德谷地（Nidderdale）
- 里伯斯谷地（Ribblesdale）
- 斯韦尔谷地（Swaledale）
- 温斯利谷地（Wensleydale）
- 沃夫代尔谷地（Wharfedale）